# Teatre del Club Helena
El Teatre del Club Helena va ser una sala teatral situada en el primer pis del carrer Ros de Olano, núm. 6, del barri de Gràcia de Barcelona. El teatre formava part de la seu social del Club Helena. Tenia una capacitat de 472 butaques. Tenia un quadre escènic de teatre amateur que hi feia representacions de teatre dramàtic i sarsueles. El teatre va ser tancat el 2004, ja que no complia els requeriments de seguretat i l'entitat no podia afrontar-ne el condicionament.

## Programació
- 1965, 12 desembre. L'amor és una comèdia.
- 1967, 12 març. Don Manolito de Pablo Sorozábal.
- 1971, 14 març. Marbella, mon amour d'Alonso Millán.
- 1972, 18 juny. La venganza de Don Mendo de Pedro Muñoz Seca.
- 1975, 23 novembre. Olvida los tambores d'Ana Diosdado.